# Golden Globe 2021
La cerimonia di premiazione della 78ª edizione dei Golden Globe ha avuto luogo il 28 febbraio 2021 ed è stata trasmessa in diretta dalla rete statunitense NBC.
A causa della pandemia di COVID-19 la cerimonia è slittata da inizio gennaio al 28 febbraio 2021 ed ha visto i candidati collegati dalle proprie abitazioni, per seguire i protocolli sanitari. Nel febbraio 2020, Tina Fey ed Amy Poehler sono state confermate come presentatrici per la quarta volta, ma erano divise in due location diverse: la Fey al Rainbow Room (New York) mentre la Poehler al solito Beverly Hilton Hotel di Beverly Hills, dove si svolgono tradizionalmente le cerimonie.
Le candidature sono state annunciate il 3 febbraio 2021 da Sarah Jessica Parker e Taraji P. Henson.
Jackson Lee e Satchel Lee (figli di Spike Lee e Tonya Lewis Lee), sono stati i Golden Globe Ambassador dell'edizione.

## Premi per il cinema
Vengono di seguito indicati in grassetto i vincitori. Ove ricorrente e disponibile, viene indicato il titolo in lingua italiana e quello in lingua originale tra parentesi.

### Miglior film drammatico
- Nomadland, regia di Chloé Zhao
- The Father - Nulla è come sembra (The Father), regia di Florian Zeller
- Mank, regia di David Fincher
- Una donna promettente (Promising Young Woman), regia di Emerald Fennell
- Il processo ai Chicago 7 (The Trial of the Chicago 7), regia di Aaron Sorkin

### Miglior film commedia o musicale
- Borat - Seguito di film cinema (Borat Subsequent Moviefilm: Delivery of Prodigious Bribe to American Regime for Make Benefit Once Glorious Nation of Kazakhstan), regia di Jason Woliner
- Hamilton, regia di Thomas Kail
- Music, regia di Sia
- Palm Springs - Vivi come se non ci fosse un domani (Palm Springs), regia di Max Barbakow
- The Prom, regia di Ryan Murphy

### Miglior regista
- Chloé Zhao – Nomadland
- Emerald Fennell – Una donna promettente (Promising Young Woman)
- David Fincher – Mank
- Regina King – Quella notte a Miami... (One night in Miami...)
- Aaron Sorkin – Il processo ai Chicago 7 (The Trial of the Chicago 7)

### Migliore attore in un film drammatico
- Chadwick Boseman – Ma Rainey's Black Bottom
- Riz Ahmed – Sound of Metal
- Anthony Hopkins – The Father - Nulla è come sembra (The Father)
- Gary Oldman – Mank
- Tahar Rahim – The Mauritanian

### Migliore attrice in un film drammatico
- Andra Day – Gli Stati Uniti contro Billie Holiday (The United States vs. Billie Holiday)
- Viola Davis – Ma Rainey's Black Bottom
- Vanessa Kirby – Pieces of a Woman
- Frances McDormand – Nomadland
- Carey Mulligan – Una donna promettente (Promising Young Woman)

### Migliore attore in un film commedia o musicale
- Sacha Baron Cohen – Borat - Seguito di film cinema (Borat Subsequent Moviefilm: Delivery of Prodigious Bribe to American Regime for Make Benefit Once Glorious Nation of Kazakhstan)
- James Corden – The Prom
- Lin-Manuel Miranda – Hamilton
- Dev Patel – La vita straordinaria di David Copperfield (The Personal History of David Copperfield)
- Andy Samberg – Palm Springs - Vivi come se non ci fosse un domani (Palm Springs)

### Migliore attrice in un film commedia o musicale
- Rosamund Pike – I Care a Lot
- Maria Bakalova – Borat - Seguito di film cinema (Borat Subsequent Moviefilm: Delivery of Prodigious Bribe to American Regime for Make Benefit Once Glorious Nation of Kazakhstan)
- Kate Hudson – Music
- Michelle Pfeiffer – Fuga a Parigi (French Exit)
- Anya Taylor-Joy – Emma.

### Migliore attore non protagonista
- Daniel Kaluuya – Judas and the Black Messiah
- Sacha Baron Cohen – Il processo ai Chicago 7 (The Trial of the Chicago 7)
- Jared Leto – Fino all'ultimo indizio (The Little Things)
- Bill Murray – On the Rocks
- Leslie Odom Jr. – Quella notte a Miami... (One night in Miami...)

### Migliore attrice non protagonista
- Jodie Foster – The Mauritanian
- Glenn Close – Elegia americana (Hillbilly Elegy)
- Olivia Colman – The Father - Nulla è come sembra (The Father)
- Amanda Seyfried – Mank
- Helena Zengel – Notizie dal mondo (News of the World)

### Miglior film in lingua straniera
- Minari, regia di Lee Isaac Chung (Stati Uniti d'America)
- Un altro giro (Druk), regia di Thomas Vinterberg (Danimarca)
- La llorona, regia di Jayro Bustamante (Guatemala)
- La vita davanti a sé, regia di Edoardo Ponti (Italia)
- Due (Deux), regia di Filippo Meneghetti (Francia)

### Miglior film d'animazione
- Soul, regia di Pete Docter e Kemp Powers
- I Croods 2 - Una nuova era (The Croods: A New Age), regia di Joel Crawford
- Onward - Oltre la magia (Onward), regia di Dan Scanlon
- Over the Moon - Il fantastico mondo di Lunaria (Over the Moon), regia di Glen Keane
- Wolfwalkers - Il popolo dei lupi (Wolfwalkers), regia di Tomm Moore e Ross Stewart

### Migliore sceneggiatura
- Aaron Sorkin – Il processo ai Chicago 7 (The Trial of the Chicago 7)
- Emerald Fennell – Una donna promettente (Promising Young Woman)
- Jack Fincher – Mank
- Florian Zeller e Christopher Hampton – The Father - Nulla è come sembra (The Father)
- Chloé Zhao – Nomadland

### Migliore colonna sonora originale
- Trent Reznor, Atticus Ross e Jon Batiste – Soul
- Trent Reznor e Atticus Ross – Mank
- James Newton Howard – Notizie dal mondo (News of the World)
- Alexandre Desplat – The Midnight Sky
- Ludwig Göransson – Tenet

### Migliore canzone originale
- Io sì (Seen) (Diane Warren, Laura Pausini e Niccolò Agliardi) – La vita davanti a sé
- Fight for You (H.E.R., D'Mile e Tiara Thomas) – Judas and the Black Messiah
- Hear My Voice (Daniel Pemberton e Celeste) – Il processo ai Chicago 7 (The Trial of the Chicago 7)
- Speak Now (Leslie Odom Jr. e Sam Ashworth) – Quella notte a Miami... (One night in Miami...)
- Tigress & Tweed (Andra Day e Raphael Saadiq) – Gli Stati Uniti contro Billie Holiday (The United States vs. Billie Holiday)

## Premi per la televisione
Vengono di seguito indicati in grassetto i vincitori. Ove ricorrente e disponibile, viene indicato il titolo in lingua italiana e quello in lingua originale tra parentesi.

### Miglior serie drammatica
- The Crown
- Lovecraft Country - La terra dei demoni (Lovecraft Country)
- The Mandalorian
- Ozark
- Ratched

### Migliore attore in una serie drammatica
- Josh O'Connor – The Crown
- Jason Bateman – Ozark
- Bob Odenkirk – Better Call Saul
- Al Pacino – Hunters
- Matthew Rhys – Perry Mason

### Miglior attrice in una serie drammatica
- Emma Corrin – The Crown
- Olivia Colman – The Crown
- Jodie Comer – Killing Eve
- Laura Linney – Ozark
- Sarah Paulson – Ratched

### Miglior serie commedia o musicale
- Schitt's Creek
- Emily in Paris
- L'assistente di volo - The Flight Attendant (The Flight Attendant)
- The Great
- Ted Lasso

### Migliore attore in una serie commedia o musicale
- Jason Sudeikis – Ted Lasso
- Don Cheadle – Black Monday
- Nicholas Hoult – The Great
- Eugene Levy – Schitt's Creek
- Ramy Youssef – Ramy

### Migliore attrice in una serie commedia o musicale
- Catherine O'Hara – Schitt's Creek
- Lily Collins – Emily in Paris
- Kaley Cuoco – L'assistente di volo - The Flight Attendant (The Flight Attendant)
- Asmaa Abulyazeid – Miss Farah (الآنسة فرح)
- Elle Fanning – The Great
- Jane Levy – Lo straordinario mondo di Zoey (Zoey's Extraordinary Playlist)

### Miglior miniserie o film televisivo
- La regina degli scacchi (The Queen's Gambit)
- Normal People
- Small Axe
- The Undoing - Le verità non dette (The Undoing)
- Unorthodox

### Migliore attore in una miniserie o film televisivo
- Mark Ruffalo – Un volto, due destini - I Know This Much Is True (I Know This Much Is True)
- Bryan Cranston – Your Honor
- Jeff Daniels – Sfida al presidente - The Comey Rule (The Comey Rule)
- Hugh Grant – The Undoing - Le verità non dette (The Undoing)
- Ethan Hawke – The Good Lord Bird - La storia di John Brown (The Good Lord Bird)

### Migliore attrice in una miniserie o film televisivo
- Anya Taylor-Joy – La regina degli scacchi (The Queen's Gambit)
- Nicole Kidman – The Undoing - Le verità non dette (The Undoing)
- Cate Blanchett – Mrs. America
- Daisy Edgar-Jones – Normal People
- Shira Haas – Unorthodox

### Migliore attore non protagonista in una serie, miniserie o film televisivo
- John Boyega – Small Axe
- Brendan Gleeson – Sfida al presidente - The Comey Rule (The Comey Rule)
- Dan Levy – Schitt's Creek
- Jim Parsons – Hollywood
- Donald Sutherland – The Undoing - Le verità non dette (The Undoing)

### Migliore attrice non protagonista in una serie, miniserie o film televisivo
- Gillian Anderson – The Crown
- Helena Bonham Carter – The Crown
- Julia Garner – Ozark
- Annie Murphy – Schitt's Creek
- Cynthia Nixon – Ratched

## Premi onorari
- Golden Globe alla carriera: Jane Fonda[10]

- Golden Globe alla carriera televisiva: Norman Lear[11]